# 黒色火薬発煙弾
黒色火薬発煙弾（こくしょくかやくはつえんだん）は、硝石・硫黄・可燃物（炭粉など）を主原料とする黒色火薬が燃焼するときに発する黒煙を利用した発煙弾の一種である。
かつては発煙弾の代表として頻繁に利用されていたが、
- 自然発火しないため、別に着火機構を組み込む or あらかじめ着火させてから発射・投下する必要があること
- 黒色火薬には吸湿性があり、鮮度管理が必要なこと
- 発煙量が少なく、所望の煙幕効果を得にくいこと

以上のような欠点が理由で、現在においては他の化学物質を用いた発煙弾にとって代えられている。
黒色火薬発煙弾は信号弾用途に多用される傾向にある。これは黒色火薬が他の発煙剤と比較して経済性が高いことが主な理由である。
特に、陸上自衛隊の装備品では口径35mm以上の火砲弾薬・ロケット弾・誘導弾の各種演習弾に填実されることが多く、その着弾位置の表示に用いられる。
これは、上記の欠点を
- 演習弾の信管を、そのまま着火機構として用いることができる
- 演習弾は使用頻度が高く消耗量が多いので、新鮮な物が供給されやすい
- 着弾位置さえ確認できればいいので、少量の発煙量で支障ない

このような理由で克服できるほか
- 黒色火薬および発生する煙に毒性がないこと
- 万が一火災が発生した場合にも注水消火が可能であること
- 黒色火薬が安価であること

これらも採用の要因となっている。